# أنور محمد (رياضي)
أنور عمر محمد علي (من مواليد 6 ديسمبر 1976) عداء يمني للمسافات المتوسطة تنافس دوليًا في دورة الألعاب الأولمبية الصيفية لعام 1992. 

## مسار مهني
في عمر 15 عامًا فقط، شارك في سباق 800 متر في دورة الألعاب الأولمبية الصيفية لعام 1992 التي أقيمت في برشلونة بإسبانيا، وشارك في التصفيات الأخيرة من الجولة الأولى، حيث احتل المركز السابع متقدمًا على فرانسيس مونتالي من ملاوي، لكنه لم يكن بالسرعة الكافية للتأهل للجولة القادمة. بعد ثلاث سنوات شارك في بطولة العالم لألعاب القوى لعام 1995 في جوتنبرج بالسويد، ودخل سباق 800 متر،  وجاء في المركز الأخير، لذا لم يتأهل إلى الدور التالي. 

## روابط خارجية
- [http://www.iaaf.org/athletes/biographies/athcode=14256412 نبذة عن أنور محمد

```
] على موقع 
الاتحاد الدولي لألعاب القوى
```

- أنور محمد  على موقع اللجنة الأولمبية الدولية